# Renata Borgatti
Renata Borgatti   (Bolonya, 2 de març de 1894 - Roma, 10 de març de 1964) va ser una pianista clàssica italiana que actuava a Europa i als Estats Units.

## Joventut
Era filla del gran tenor wagnerià Giuseppe Borgatti (1871-1950), la imponent carrera del qual a l'òpera La Scala de Milà va acabar amb la ceguesa. Formada inicialment com a ballarina, va abandonar la dansa per convertir-se en pianista de concerts, especialitzant-se en les obres de Claude Debussy.

## Relacions
Lesbiana, es va establir a l'illa mediterrània de Capri a principis de la dècada de 1900, on el seu estil de vida va aixecar menys celles que en altres llocs d'Europa. El 1918 va entrar en un afer lèsbic amb una socialista italiana (i baronessa) Mimì Franchetti. Les dues van romandre juntes poc més d'un any, fins que Franchetti va deixar Capri i es va relacionar amb la destacada artista nord-americana Romaine Brooks.
Borgatti va tenir una aventura amb Faith Compton Mackenzie, el marit del qual, Compton Mackenzie, va escriure sobre les lesbianes residents de l'illa a la satírica novel·la en clave de 1928 Extraordinary Women, sobre un grup de lesbianes que arribaven a l'illa de Sirene, una versió fictícia de Capri.
El 1920, Borgatti va deixar Capri per continuar la seva carrera al continent europeu. També va començar un enllaç romàntic amb Brooks, que en aquell moment estava buscant una relació amb l'escriptora nord-americana Natalie Barney. L'afer de Borgatti amb Brooks va continuar durant tres anys com a mínim, però es va reduir quan Brooks va començar a evitar-la. A principis de la dècada de 1920, es va relacionar íntimament amb Winnaretta Singer, hereva de la fortuna de la màquina de cosir Singer.

## Carrera
Va actuar a l'escenari amb la violinista Olga Rudge durant aquest període. Van treballar junts sovint, tot i la presència de l'amant de Rudge, el famós poeta Ezra Pound, que llavors treballava com a crític musical. Pound no va quedar impressionat pel joc de Borgatti, que el va descriure com a "plonking". Com a molts músics del dia, a ella no li agradava Pound, principalment a causa de la inconsistència en les seves valoracions. Independentment de la desconsideració de Pound pel talent musical de Borgatti, i de la seva ignorància cap a ell, ella i Rudge van continuar tocant junts durant diversos anys: és probable que simplement compartissin els mateixos gustos musicals.
Posteriorment, Borgatti va ensenyar música i va morir a Roma de leucèmia el 1964.